# Діагональний пішохідний перехід

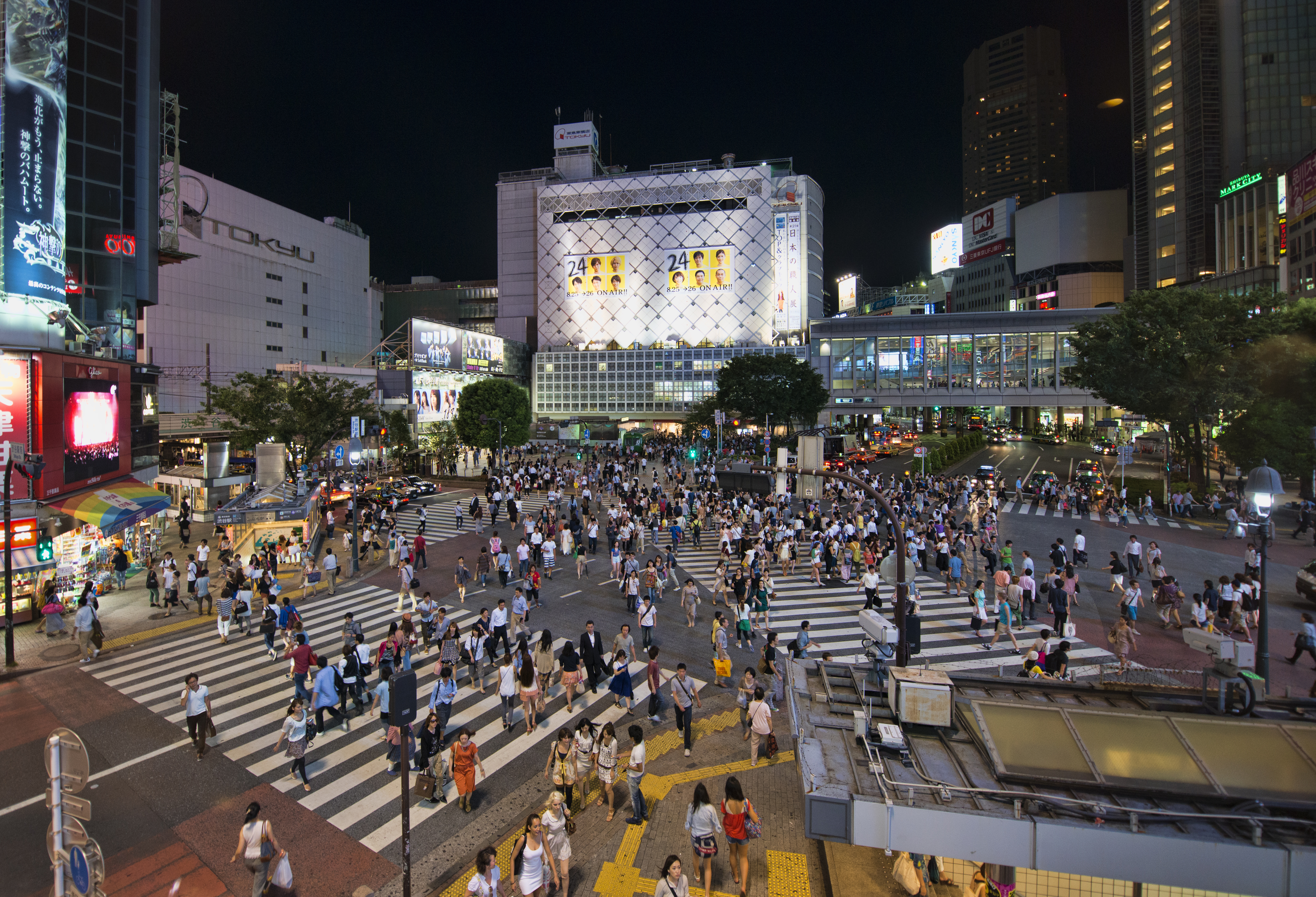
Один із найвідоміших у світі діагональний пішохідний перехід Сібуйський діагональний пішохідний перехід перед станцією Шібуя у спеціальному районі Шібуя, Токіо, Японія.

Діагональний пішохідний перехід, також відомий як 'X'-подібний пішохідний перехід (Велика Британія), Ексклюзивний пішохідний інтервал, або Танець Барнса є одним з типом наземного пішохідного переходу. Головною відмінністю цього типу наземного пішохідного переходу від інших, є, тимчасова зупинка всього автомобільного трафіку на перехресті і надання можливості всім пішоходам одночасно переходити перехрестя у всіх напрямках і в тому числі по діагоналі.
Вперше цей тип наземного пішохідного переходу стали використовувати в Канаді та Сполучених Штатах наприкінці 1940-х років, але пізніше він втратив популярність серед дорожніх інженерів, оскільки цей тип наземного пішохідного переходу був розцінений як зайвий пріоритет руху пішоходів над автомобільним рухом. Переваги діагонального пішохідного переходу, такі як зручності та безпеки пішоходів, призвели до того, що останніми роками в багатьох країнах знову почали вводити цей тип наземного пішохідного переходу.

## Історія
Одна з назв цього типу наземного пішохідного переходу «Танець Барнса», дано на честь інженера Генрі Барнса. Хоча він і не стверджував, що винайшов цей тип наземного пішохідного переходу, Барнс був переконаним його прихильником, спостерігаючи за труднощами, з якими зіткнулася його дочка на шляху до школи. Він уперше представив його громадськості у своєму рідному місті Денвері, штат Колорадо, наприкінці 1940-х років. Приблизно в цей же час діагональний пішохідний перехід проходив випробування окремо в Канзас-Сіті та Ванкувері. Барнс пізніше ввів цей тип наземного пішохідного переходу в Балтіморі та Нью-Йорку. Коли Барнс став комісаром з дорожнього руху Нью-Йорка у 1962 році, його першою дією був пошук перехресть для створення діагональних пішохідних переходів. Перший діагональний пішохідний перехід було встановлено через десять днів після того, як він обійняв посаду на перетині проспекту Вандербільта та 42-ї вулиці. Після успішного створення перших діагональних пішохідних переходів у Нью-Йорку Барнс почав створювати більше діагональних пішохідних переходів по всьому місту, на Волл-стріт, 42 вулиці, на П'ятій авеню, на Медісон-авеню, і в Брукліні.
У своїй автобіографії «Людина з червоними і зеленими очима» (1965) Барнс написав, що репортер мерії Джона Бьюкенена вперше вигадав фразу, написавши, що: «Барнс зробив людей настільки щасливими, що вони танцюють на улицах». Відомі цитати Барнса: Ти не можеш бути хорошим хлопцем і вирішувати трафік; «У цьому бізнесі дуже мало проблем, які неможливо вирішити за допомогою жовтої фарби та трохи здорового глузду»; «Я часто казав, що не проти вуличних машин, за винятком того факту, що вони їздять вулицями».
Однак «Танець Барнса», має ще назву «ексклюзивний пішохідний інтервал», оскільки перед діагональним пішохідним перехід рух автотранспорту зупиняється у всіх напрямках, викликаючи пробки в деяких містах, де він був реалізований, наприклад, у Нью-Йорку, де затори збільшилися. за більш тривалий час зупинки автотранспорту на перехрестях.

## За країнами

### Японія
У Японії діагональні пішохідні переходи (スクランブル交差点, сукурамбуру-ко: сатен), дуже поширені, у країні їх понад 300. Перший діагональний пішохідний перехід у Японії було встановлено у місті Кумамото у 1969 році. Найбільший і найвідоміший діагональний пішохідний перехід у Японії Сібуйський діагональний пішохідний перехід розташований перед станцією Сібуя, у спеціальному районі Сібуя, Токіо. Понад 3000 пішоходів можуть одночасно переходити Сибуйський діагональний пішохідний перехід, що зробило його одним із символом Токіо та Японії загалом.
У регіоні Кансай також знаходиться багато діагональних пішохідних переходів, у тому числі чотири за межами північного виходу з однієї станції Кіото. Більшість діагональних пішохідних переходів в Осаці розташовані на півдні міста, в районі Абеноку.

### Україна

Дорожній знак 5.39 «Діагональний пішохідний перехід» (з 2021)

У квітні 2019 року стало відомо, що в Україні почнуть з'являтися діагональні пішохідні переходи. З 1 листопада 2021 року поняття «Діагональний пішохідний перехід» з'явилося у Правилах дорожнього руху України, а разом із цим у стандарті ДСТУ 4100:2021 з'явився новий дорожній знак із номером 5.39.
У листопаді 2022 року у Львові облаштували перший в Україні діагональний пішохідний перехід на перехресті вулиць Бандери, Антоновича і Русових по одній діагоналі.
6 червня 2023 в Одесі на перехресті Європейської та Ланжеронівської вулиць запрацював перший в Україні перехід по обох діагоналях.
8 листопада 2024 року діагональний пішохідний перехід зʼявився в Дніпрі біля ТРЦ Мост-Сіті Центр.